# Драгољуб Ојданић
Драгољуб Ојданић (Равни, код Ужица, 1. јун 1941 — Београд, 6. септембар 2020) био је генерал армије ВЈ. У периоду од 1998. до 2000. године обављао је функцију Начелника Генералштаба ВЈ, а током 2000. године министра одбране Савезне Републике Југославије. Пред Хашким трибуналом осуђен је за кршења закона и обичаја рата и злочине против човечности.

## Биографија

### Младост и школовање
Рођен је 1. јуна 1941. године у селу Равни, код Ужица, у породици Драгослава и Милијане, као једно од шесторо деце (имао је три сестре и два брата). Ојданићев отац се борио у Народноослободилачкој борби, потом је био командир Народне милиције у Чајетини, а 1945. отишао је у Обласни комитет КПЈ у Ужицу и потом био потпредседник Ужичког среза.
Драгољуб је одрастао у селу Равни код Ужица. Основну школу завршио је с одличним успехом, као и Пешадијско-подофицирску школу у Сарајеву, где је матурирао 1958. године. Војну академију Копнене војске ЈНА завршио је 1964. Похађао је и Командно-штабну академију Копнене војске ЈНА, коју завршава 1975. и Командно-штабну школу оператике ЈНА (данас Школа националне одбране), где је магистрирао војне науке 1985. године.

### Војна служба
Прву службу добио је у Ђаковици, после чега је службовао у Сарајеву, Призрену и на крају у Приштини. Током немира Албанаца 1981. године, био је политички комесар Приштинског корпуса. У трупи је обављао и низ других дужности, од начелника Штаба, заменика команданта и команданта 549. пролетерске пешадијске бригаде, команданта Ужичког корпуса, начелника Штаба и заменика команданта Прве армије.
У Генералштабу Оружаних снага СФРЈ, Ојданић се такође налазио на одговорним позицијама. Био је начелник Одељења за оперативне послове Сектора за Копнену војску ЈНА и начелник Одељења за обуку, те заменик начелника Четврте управе Генералштаба ЈНА.
Највећи број дужности, Ојданић је обављао на Војној академији Копнене војске ЈНА у Београду, где је био командант Питомачког батаљона, начелник класе и начелник Катедре ватрене обуке.
Године 1992. године био заменик команданта 37. корпуса ЈНА, потоње ВЈ, са командом у Ужицу. У чин генерал-мајора произведен је 20. априла 1992. године и постао је командант Ужичког корпуса. Под његовом командом Ужички корпус је ангажован у војним операцијама у источној Босни у време рата у Босни и Херцеговини. Ужички корпус је уз слаб отпор ушао у Вишеград и Рудо и победио снаге Мурата Шабановића, који је држао таоце у унутрашњости бране хидроелектране на Дрини и претио њеним дизањем у ваздух. Након успешно изведене операције, доставио је помоћ Установи за децу ометену у развоју.
Служио је као начелник Штаба Прве армије Војске Југославије, 1993. и 1994. године. Између 1994. и 1996. године био је командант Прве армије. Заменик Начелника Генералштаба ВЈ постао је 1996. године. Слободан Милошевић је 26. новембра 1998. године поставио Ојданића за Начелника Генералштаба Војске Југославије, сменивши генерал-пуковника Момчила Перишића. Ојданић је био Начелник Генералштаба, односно Штаба Врховне команде ВЈ, током НАТО бомбардовања Југославије (март — јун 1999). Током рата унапређен је у чин генерала армије и одликован је највишим војним одликовањем — Орденом слободе.
Фебруара 2000. године, после убиства министра Павла Булатовића, постављен је за министра одбране СР Југославије.
У чин капетана и све генералске чинове је унапређен ванредно — у чин генерал-мајора 1992, генерал-потпуковника 1994, генерал-пуковника 1997. и генерала армије ВЈ 1999. године.
Био је члан Савеза комуниста Југославије (СКЈ) и председник Комитета Организације СКЈ за ЈНА 52. корпуса. После распада СФРЈ и СКЈ, Ојданић није приступио ни једној политичкој странци.

### Одлазак у Хаг и пуштање на слободу
Дана 25. априла 2002. године, Драгољуб Ојданић је пребачен из СР Југославије у затворску јединицу Међународног суда за ратне злочине почињене у бившој Југославији, у Хагу. Из Хага је пуштен на привремену слободу у Београду. После смрти бившег југословенског председника Слободана Милошевића, Ојданић је присуствовао сахрани, што је изазвало негативне реакције Хашког трибунала који захтева објашњење Државне заједнице СЦГ ко му је дозволио да оде на сахрану.
Пред Међународним судом за ратне злочине у Хагу осуђен је за кршења закона и обичаја рата и злочине против човечности. Осуђен због ратних злочина на Косову и Метохији признао је кривицу и одслужио своју казну.
По одслужењу две трећине казне, пуштен је на слободу 29. августа 2013. године.
Умро је 6. септембра 2020. године, после краће болести на Војномедицинској академији (ВМА) у Београду. Сахрањен је 13. септембра у родном селу Равни, уз највише војне почасти.

## Одликовања
За изванредне резултате које је постизао на свим дужностима, оцењиван је оценом "нарочито се истиче" и "одличан", и добио је велики број одликовања и признања:
- Године 1986. добио је Награду 22. децембар, када је за најбољу у Југословенској народној армији проглашена бригада којом је командовао, а такође су јединице чији је командант био више пута биле проглашене за најбоље, како у својим саставима, тако и на Војној академији Копнене војске ЈНА.[2]
- Орден за војне заслуге са сребрним мачевима, Указ председника СФРЈ бр. 164 од 22.12.1966. године;
- Орден народне армије са сребрном звездом, Указ председника СФРЈ бр. 144 од 22.12.1972. године;
- Орден за војне заслуге са златним мачевима, Указ председника СФРЈ бр. 146 од 22.12.1977. године;
- Орден народне армије са златном звездом, Указ председника СФРЈ бр. 118 од 22.12.1981. године;
- Орден братства и јединства са сребрним венцем, Указ председника СФРЈ бр. 122 од 22.12.1985. године;
- Орден заслуга за народ са сребрним зрацима, Указ председника СФРЈ бр. 110 од 22.12.1989. године;
- Орден слободе, Указ председника СРЈ бр. 1/2-01-001/99  од 22.12.1999. године.

## Дела
Написао је следеће књиге:
- „Од села Равни до Хага — Животопис”, Издавач: Народни музеј Ужице, 2016.
- „Режирање хуманитарне катастрофе”, Издавач: Медија центар Одбрана, едиција Ратник, 2020.